# ایریس رونگه
 آیریس رونگ (انگلیسی: Iris Runge؛ زاده ۱ ژوئن ۱۸۸۸ درگذشته ۲۷ ژانویهٔ ۱۹۶۶) یک فیزیک‌دان و ریاضی‌دان اهل آلمان بود.